# Grand Prix Indie
Grand Prix Indie je závod Formule 1 v současné době konaný na Buddh International Circuit v Indii. První závod se zde jel v roce 2011 jako 17. závod sezóny. V roce 2013 oznámila Mezinárodní automobilová federace, že v roce 2014 se Indická Grand Prix konat nebude.

## Okruh
Závod se v současné době koná na 5,14 km dlouhém okruhu Buddh International Circuit poblíž Nového Dillí, který byl navržen německých architektem Hemannem Tilkem.

## Vítězové Grand Prix Indie

### Opakovaná vítězství (jezdci)
| Počet vítězství | Jezdec           | Roky             |
| --------------- | ---------------- | ---------------- |
| 3               | Sebastian Vettel | 2011, 2012, 2013 |

### Opakovaná vítězství (týmy)
| Počet vítězství | Konstruktér | Roky             |
| --------------- | ----------- | ---------------- |
| 3               | Red Bull    | 2011, 2012, 2013 |

### Opakovaná vítězství (dodavatelé motorů)
| Počet vítězství | Dodavatel | Roky             |
| --------------- | --------- | ---------------- |
| 3               | Renault   | 2011, 2012, 2013 |

### Vítězové v jednotlivých letech
| Rok  | Jezdec           | Konstruktér      | Trať                        | Výsledky |
| ---- | ---------------- | ---------------- | --------------------------- | -------- |
| 2013 | Sebastian Vettel | Red Bull-Renault | Buddh International Circuit | Výsledky |
| 2012 | Sebastian Vettel | Red Bull-Renault | Buddh International Circuit | Výsledky |
| 2011 | Sebastian Vettel | Red Bull-Renault | Buddh International Circuit | Výsledky |

## Kontroverze
V roce 2013 hrozilo, že závod bude zrušen z důvodu soudního sporu o placení daní. Žalující strana tvrdila, že závod Formule 1 není sportovní událostí, ale zábavou, a proto by neměl mít daňové úlevy vztahující se na sport.